# Botanical Gazette
Die Botanical Gazette war eine botanische Fachzeitschrift, die von John Merle Coulter begründet und von der University of Chicago Press herausgegeben wurde.
Die Veröffentlichung startete im Jahr 1876, nachdem von 1875 bis 1876 die Vorgängerzeitschrift Botanical Bulletin (ISSN 1529-4560) erschienen war. 1991 wurde die Zeitschrift eingestellt; die Nachfolgezeitschrift ist seitdem das International Journal of Plant Sciences mit der ISSN 1058-5893.
Einzelne Bände liegen bereits digitalisiert vor.